# Psammoecus pictus
Psammoecus pictus là một loài bọ cánh cứng trong họ Silvanidae. Loài này được Waterhouse miêu tả khoa học năm 1876.